# باربارا تامپسون
باربارا تامپسون (انگلیسی: Barbara Thompson؛ زادهٔ ۲۷ ژوئیهٔ ۱۹۴۴) موسیقی‌دان و آهنگساز اهل بریتانیا است. وی از سال ۱۹۶۴ میلادی تاکنون مشغول فعالیت بوده‌است.
از فیلم‌ها یا مجموعه‌های تلویزیونی که وی در آن‌ها نقش داشته‌است، می‌توان به اندکی فراست اشاره نمود.